# 韓國電影提名奧斯卡最佳國際影片獎競賽列表
韩国电影自1962年开始参与奧斯卡最佳國際影片獎角逐，然而此前提出的代表電影幾乎落選，2018年的燃燒烈愛曾入選12月名單但未獲提名，直至2019年才由寄生虫首度獲獎。现由韓國電影振興委員會每年挑选专业评审组成评委会，对作品的完成度、影片在出口方面的成绩、导演实力等多方面进行全面评审，最终在9、10月左右选出当年代表韩国参加奥斯卡最佳外语片竞赛的影片。該獎項原名為「奧斯卡最佳外語片獎」，但學院認為「外語」該詞已過時，所以於2019年4月更名為「最佳國際影片獎」。

## 作品列表
| 年度（奧斯卡獎） | 片名                   | 導演   | 結果         |
| ---------------- | ---------------------- | ------ | ------------ |
| 1962年第35届     | 《房客與媽媽》         | 申相玉 | 未提名       |
| 1964年第37屆     | 《聾啞三龍》           | 申相玉 | 未提名       |
| 1966年第39屆     | 《米》                 | 申相玉 | 未提名       |
| 1968年第41届     | 《該隱的後裔》         | 俞賢穆 | 未提名       |
| 1969年第42届     | 《老陶工》             | 崔夏園 | 未提名       |
| 1973年第46届     | 《悲恋》               | 卞張鎬 | 未提名       |
| 1984年第57屆     | 《纺车》               | 李斗鏞 | 未提名       |
| 1985年第58屆     | 《於宇同》             | 李長鎬 | 未提名       |
| 1986年第59屆     | 《内侍》               | 李斗鏞 | 未提名       |
| 1990第63屆       | 《真由美》             | 申相玉 | 未提名       |
| 1994年第67屆     | 《荷里活小子》         | 鄭智泳 | 未提名       |
| 1995年第68屆     | 《暴饮暴食》           | 朴哲洙 | 未提名       |
| 2000第73屆       | 《春香传》             | 林權澤 | 未提名       |
| 2002年第75屆     | 《綠洲曳影》           | 李滄東 | 未提名       |
| 2003年第76屆     | 《春去春又來》         | 金基德 | 未提名       |
| 2004年第77屆     | 《太極旗－生死兄弟》   | 姜帝圭 | 未提名       |
| 2005年第78屆     | 《欢迎来到东莫村》     | 朴光鉉 | 未提名       |
| 2006年第79屆     | 《王的男人》           | 李濬益 | 未提名       |
| 2007年第80屆     | 《密阳》               | 李滄東 | 未提名       |
| 2008年第81屆     | 《北逃》               | 金泰均 | 未提名       |
| 2009年第82屆     | 《非常母親》           | 奉俊昊 | 未提名       |
| 2010第83屆       | 《赤脚梦想》           | 金泰均 | 未提名       |
| 2011年第84屆     | 《高地战》             | 張薰   | 未提名       |
| 2012年第85屆     | 《圣殇》               | 金基德 | 未提名       |
| 2013年第86屆     | 《犯罪少年》           | 姜利官 | 未提名       |
| 2014年第87屆     | 《海霧》               | 沈聖甫 | 未提名       |
| 2015年第88屆     | 《逆倫王朝》           | 李濬益 | 未提名       |
| 2016年第89屆     | 《密探》               | 金知雲 | 未提名       |
| 2017年第90屆     | 《我只是個計程車司機》 | 张薰   | 未提名       |
| 2018年第91屆     | 《燃燒烈愛》           | 李沧东 | 入選12月名單 |
| 2019年第92屆     | 《寄生上流》           | 奉俊昊 | 獲獎         |
| 2020第93屆       | 《南山的部長們》       | 禹民鎬 | 未提名       |
| 2021年第94屆     | 《逃出摩加迪休》       | 柳承完 | 未提名       |
| 2022年第95屆     | 《分手的决心》         | 朴贊郁 | 入選12月名單 |
| 2023年第96屆     | 《混凝土乌托邦》       | 严泰华 | 未提名       |
| 2024年第97屆     | 《12.12：首爾之春》    | 金性洙 | 未提名       |